# Rem- en schakelset
Een rem- en schakelset is een accessoire voor motorfietsen waarmee het rem- en schakelpedaal naar achteren verplaatst worden.
Hierdoor wordt een meer sportieve zithouding verkregen. Rem- en schakelsets werden vroeger gebruikt als een motorfiets werd omgebouwd tot café-racer. Tegenwoordig worden ze weinig meer gebruikt. Motorfabrikanten hebben inmiddels ingespeeld op de behoefte aan sportmotoren en leveren ze tegenwoordig kant-en-klaar.